# Эффект лотоса

Компьютерная иллюстрация капель, захватывающих пыль с поверхности, проявляющей эффект лотоса

Эффект лотоса — эффект крайне низкой смачиваемости поверхности, который можно наблюдать на листьях и лепестках растений рода Лотос (Nelumbo), и других растений, как например настурция, тростник обыкновенный и водосбор.

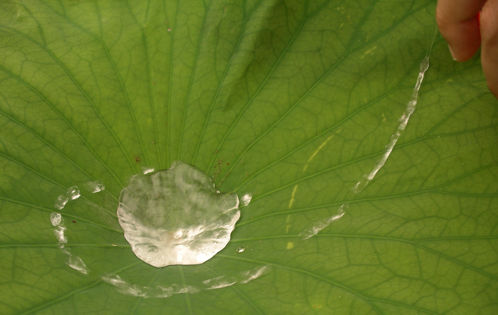
Струя воды на листе лотоса

Вода, попадающая на поверхность листьев, сворачивается в шарикообразные капли. При стекании с листа вода заодно захватывает с собой частицы пыли, тем самым очищая поверхность растения.
Эффект возникает как по причине особенностей микростроения поверхности, так и по причине её высокой гидрофобности. Биологическое значение эффекта лежит в защите растения от заселения микроорганизмами, грибами и водорослями. Дополнительный эффект самоочищения лежит в бо́льшем коэффициенте полезного действия фотосинтеза.
Похожим образом устроены крылья бабочек и многих других насекомых, для которых защита от избыточной воды жизненно необходима: намокнув, они потеряли бы способность летать.
Эффект лотоса был открыт немецким ботаником Вильгельмом Бартлоттом в 1990-х годах, хотя о свойствах листьев лотоса известно давно.
Одно из практических направлений изучения этого эффекта — создание так называемых супергидрофобных материалов.

## Принцип работы
Благодаря высокому поверхностному натяжению капли воды стремятся уменьшить поверхность, собираясь в сферическую форму. При контакте жидкости с поверхностью силы сцепления приводят к смачиванию поверхности. Степень смачивания зависит от структуры поверхности и от натяжения жидкости капли.
Лепестки лотоса покрыты микроскопическими выступами. Кроме того, лист покрыт восковым слоем, который вырабатывается в железах растения.